# Batrachoides
Batrachoides is een geslacht van straalvinnige vissen uit de familie van kikvorsvissen (Batrachoididae).

## Soorten
- Batrachoides boulengeri Gilbert & Starks, 1904
- Batrachoides gilberti Meek & Hildebrand, 1928
- Batrachoides goldmani Evermann & Goldsborough, 1902
- Batrachoides liberiensis (Steindachner, 1867)
- Batrachoides manglae Cervigón, 1964
- Batrachoides pacifici (Günther, 1861)
- Batrachoides surinamensis Bloch & Schneider, 1801 – Lompoe
- Batrachoides walkeri Collette & Russo, 1981
- Batrachoides waltersi Collette & Russo, 1981